# 1161
Високе Середньовіччя  •  Золота доба ісламу  •  Реконкіста  •  Хрестові походи  •  Київська Русь

## Геополітична ситуація
Візантію очолює Мануїл I Комнін (до 1180). Фрідріх Барбаросса є імператором Священної Римської імперії (до 1190), Людовик VII Молодий королює у Франції (до 1180).
Апеннінський півострів розділений: північ належить Священній Римській імперії, середню частину займає Папська область, більша частина півдня належить Сицилійському королівству. Деякі міста півночі: Венеція, Піза, Генуя тощо, мають статус міст-республік.
Південь Піренейського півострова в руках у маврів. Північну частину півострова займають християнські Кастилія, Леон (Астурія, Галісія), Наварра та Арагонське королівство (Арагон, Барселона). Королем Англії є Генріх II Плантагенет (до 1189), королем Данії — Вальдемар I Великий (до 1182).
У Києві княжить Ростислав Мстиславич (до 1167). Ярослав Осмомисл княжить у Галичі (до 1187), Андрій Боголюбський у Володимирі-на-Клязмі (до 1174). Новгородська республіка та Володимиро-Суздальське князівство фактично відокремилися від Русі. У Польщі період роздробленості. На чолі королівства Угорщина стоїть Геза II (до 1162).
На Близькому сході існують держави хрестоносців: Єрусалимське королівство, Антіохійське князівство, графство Триполі. Сельджуки окупували Персію та Малу Азію, в Єгипті владу утримують Фатіміди, у Магрибі Альмохади, у Середній Азії правлять Караханіди та Каракитаї. Газневіди втримують частину Індії. У Китаї співіснують держава ханців, де править династія Сун, держава чжурчженів, де править династія Цзінь, та держава тангутів Західна Ся. На півдні Індії домінує Чола. В Японії триває період Хей'ан.

## Події
- Ізяслав Давидович утретє захопив Київ, отримавши допомогу від Андрія Боголюбського й половців. Його тріумф тривав недовго. Через місяць коаліція західних сил на чолі з Мстиславом Ізяславичем прогнала його з Києва, повернувши трон Ростиславу Мстиславичу[1].
- Карл VII Сверкерсон став королем Швеції.
- У Палермо збунтувалися барони й посадили сицилійського короля Вільгельма Злого у в'язницю. Новим королем оголосили сина Вільгельма 9-річного Рожера, але він загинув під час бунту, і Вільгельм повернувся на трон.
- Саксонський герцог Генріх Лев уклав угоду з Готландом, що стала раннім попередником Ганзи.
- Цзінь напала на Сун, але зазнала двох поразок у річкових битвах на Хуанхе.
- Цзіньсько-татарське військо завдало поразки монголам, яких очолював хан Хутула.

## Виноски
1. ↑  Соловьев С.М. (1960). История России с древнейших времен. Т. 2. Москва: Издательство социально-экономической литературы.